# 胎兒窘迫
胎兒窘迫（fetal distress），是胎兒宮內缺氧的醫學上統稱，是一種綜合症狀。當胎兒的心跳變慢，並且於子宮收縮後保持緩慢，這表示嬰兒無法得到足夠的氧氣。
此情況並非罕見，根據醫學研究顯示，其原因十分之多。可歸類為胎盤及臍帶因素（例如臍帶繞頸、胎盤供血不足）和孕婦自身因素（如妊娠高血壓、或固定仰睡體位）等。胎兒窘迫可能影響胎兒正常生長發育甚至危及胎兒生命安全。由於胎兒窘迫情況於產前檢查多篩檢不到，所以已成為當今圍產期死亡（perinatal death）及引致新生嬰兒神經系統後遺症的最主要原因。鑑於胎兒發生缺氧後，其胎心率和胎動次數都會隨之改變，婦產科醫學近年多建議孕婦計算胎動以及量度胎心率，期望可藉此減少這些併發症發生的機會。
而由於胎兒窘迫有可能是孕婦自身因素引發的問題，因此胎兒出現胎兒窘迫的相關孕婦亦須受到密切觀察，以防出現嚴重併發症，如羊水栓塞等。